# Badinogo 2
Badinogo är en ort i Burkina Faso.   Den ligger i provinsen Province du Bam och regionen Centre-Nord, i den centrala delen av landet, 110 kilometer norr om huvudstaden Ouagadougou. Badinogo ligger 362 meter över havet och antalet invånare är 297.
Terrängen runt Badinogo är platt. Närmaste större samhälle är Kongoussi, 6,9 kilometer öster om Badinogo.
Trakten runt Badinogo består i huvudsak av gräsmarker. Runt Badinogo är det ganska tätbefolkat, med 80 invånare per kvadratkilometer.